# SN 2000be
SN 2000be – supernowa odkryta 9 marca 2000 roku w galaktyce A151203-0000. W momencie odkrycia miała maksymalną jasność 20,10m.